# المقاهي الإنجليزية في القرنين السابع عشر والثامن عشر

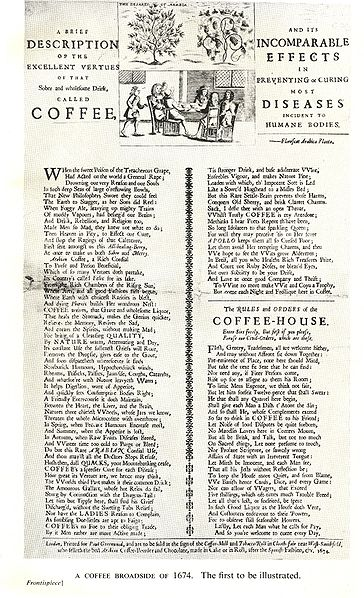
القواعد والأوامر التي كانت تضعها المقاهي

المقاهي الإنجليزية في القرنين السابع عشر والثامن عشر أو بيوت القهوة الإنجليزية أماكن اجتماعية عامة حيث كان يجتمع فيها الرجال للمحادثة والتجارة. وبسعر فلس واحد كان العملاء يدخلون ويشترون فنجاناً من القهوة. حيث قدّم المسافرون القهوة كمشروب إلى إنجلترا خلال منتصف القرن السابع عشر؛ حيث كان في السابق كان يتم استهلاكه بشكل أساسي لخصائصه الطبية المفترضة. كما كانت المقاهي تقدّم الشاي والشوكولاتة الساخنة بالإضافة إلى وجبة خفيفة.
يصف المؤرخ بريان كوان المقاهي الإنجليزية بأنها «أماكن يتجمع فيها الناس لشرب القهوة ومعرفة الأخبار اليومية، وفي بعض الأحيان للالتقاء بالسكان المحليين الآخرين ومناقشة الأمور ذات الاهتمام المشترك.» ستناقش. خلق غياب الكحول جوًا كان من الممكن فيه الدخول في محادثة أكثر جدية من المنزل. كما لعبت المقاهي دوراً مهماً في تطوير الأسواق المالية والصحف.
وشملت المواضيع التي تمت مناقشتها السياسة والفضائح السياسية، والشائعات اليومية، والأزياء، والأحداث الجارية، والمناقشات المتعلقة بالفلسفة والعلوم الطبيعية. وغالباً ما يربط المؤرخون المقاهي الإنجليزية، خلال القرنين السابع عشر والثامن عشر، بالتاريخ الفكري والثقافي لعصر التنوير: فقد كانت مجالاً بديلاً مكملاً للجامعة. وكثيراً ما كانت الجماعات السياسية تستخدم المقاهي كأماكن لقاء.

## خلفية تاريخية

### تعلم الأوروبيون عن القهوة من إمبراطوريات آسيا
تعلم الأوروبيون لأول مرة استهلاك القهوة وممارستها من خلال روايات الرحلات الغريبة إلى الإمبراطوريات «الشرقية» في آسيا. فوفقاً لماركمان إليس، فقد وضع المسافرون حساباً لكيفية تناول الرجال للمشروبات الكحولية المسكرة «سوداء اللون ويتم تصنيعها عن طريق نقع مسحوق التوت من نبات ازدهر في شبه الجزيرة العربية.» حيث استهلك الرجال الأصليون هذا السائل «طوال اليوم، وفي الليل، يشعرك هذا الشراب بعدم وجود رغبة واضحة في النوم مع تنبيه العقل والجسم باستمرار، ومن خلال حديث الرجال وجدالهم وجدوا في الخمور السوداء الساخنة منبهاً غريباً على عكس ذلك الذي ينتجه عصير العنب المخمر.»
يشرح كوان كيف تمّ استيعاب التصورات الأوروبية للاستهلاك الأجنبي في بداياته للقهوة وتحويلها لتعكس التقاليد الأوروبية من خلال اكتسابهم القهوة ونقلها إلى الثقافة الشعبية. على هذا النحو، من خلال تقييم كوان للمشروع النفعي للمواهب الإنجليزية في تطوير التعلم الذي يتضمن التجارب التي أجريت على القهوة، حيث تمّ شرح هذه الظاهرة بشكل وافٍ وجيد.
هذا وكان السير فرانسيس بيكون شخصاً إنكليزياً بارعاً قاد الثورة العلمية من خلال رؤيته التي تمثلت في تعزيز المعرفة البشرية من خلال جمع وتصنيف العالم الطبيعي من أجل فهم خصائصه. والذي ألهم عمله مع القهوة مزيداً من البحث في خصائصه الطبية. حيث أدت التجارب على القهوة إلى «علاجات» مفترضة لأمراض مثل الكآبة، النقرس، الاسقربوط، والجدري، والسكر المفرط. وعلى العكس من ذلك، كان هناك من كانوا حذرين من خصائص القهوة هذه، خوفاً من أن يكون لها آثار غير مواتية أكثر من الآثار الإيجابية التي وجدوها. فطرح التجريبيون تكهنات حول استهلاك القهوة. وخشي هؤلاء التجريبيون من أن يؤدي الاستهلاك المفرط للقهوة إلى الكسل والشلل وأمراض القلب وارتعاش الأطراف، فضلاً عن انخفاض الروح المعنوية والاضطرابات العصبية.

### مقاهي أكسفورد المبكرة (جامعات بيني)
خلال منتصف القرن السابع عشر، لم يعد يُنظر إلى القهوة على أنها نبات طبي فقط، وقد خلق هذا التغيير في الإدراك إلى أن هناك فرصة جديدة لتقديم القهوة للمستفيدين. وقد كان المكان المناسب لمثل هذا المشروع هو مدينة أكسفورد، بمزيجها الفريد من اهتمامات المنح الدراسية الغريبة والمجتمع التجريبي النشط. وهكذا تم إنشاء أول مقهى إنجليزي في عام 1650 في أكسفورد من قبل رجل أعمال يهودي يُدعى جاكوب. ووفقا لكوان، كان يُنظر إلى أكسفورد على أنها عنصر أساسي في إنشاء ثقافة المقاهي التي تميزت طوال فترة خمسينيات القرن السادس عشر. عُرفت المقاهي الأولى التي أُنشئت في أكسفورد باسم الجامعات الصغيرة، لأنها قدمت شكلاً بديلاً من التعلم للتعلم الأكاديمي الهيكلي، بينما لا يزال يتردد عليها المبدعون الإنجليزيون الذين سعوا بنشاط إلى التقدم في المعرفة الإنسانية. ستفرض المقاهي رسوماً على الدخول بنس واحد، والذي من شأنه أن يشمل الوصول إلى الصحف والمحادثات. كما كان يتوجه مراسلون يطلق عليهم اسم «العدائين» إلى المقاهي لإعلان آخر الأخبار.
جذبت هذه البيئة مجموعة خاصة من الأشخاص الذين التقوا واختلطوا مع بعضهم البعض. في مجتمع يولي أهمية كبيرة للطبقة والوضع الاقتصادي، فكانت المقاهي فريدة من نوعها لأن الرعاة كانوا أشخاصاً من جميع مستويات المجتمع. يمكن لأي شخص لديه بنس واحد أن يدخل. كما يتردد طلاب الجامعات أيضاً على المقاهي، بل إنهم يقضون في بعض الأحيان وقتاً أطول في فيها مقارنة بالوقت الذي يقضوه في المدارس أو الجامعات. يقول كوان: "كان المقهى مكاناً للعلماء الذين يملكون أفكاراً متشابهة للتجمع والقراءة والتعلم من بعضهم البعض والمناقشة فيما بينهم، ولكنه لم يكن بالتأكيد مؤسسة جامعية، وكان الخطاب هناك من ترتيب مختلف تماماً عن أي درس جامعي. الموهوبون في مقاهي أوكسفورد الأوائل شمل كريستوفر رين، وبيتر بيت، وتوماس ميلينجتون، وتيموثي بالدوين، وجون لامبشاير، على سبيل المثال لا الحصر. تقدم مذكرات أنتوني وود وجون إيفلين دليلاً على طبيعة مقاهي أكسفورد المبكرة. ساعدت مقاهي أكسفورد المبكرة أيضًا في تحديد نغمة المقاهي المستقبلية في إنجلترا، حيث أنها ستختلف عن المؤسسات الاجتماعية الإنجليزية الأخرى مثل البيوت والحانات. "كان المقهى مكانًا للموهوبين والأذكاء، وليس للعوام أو الرويس الذين تم تصويرهم عموماً على أنهم رعاة نموذجيون لبيوت المشروبات الكحولية. ويخلص إليس، «تكمن قوة (مقاهي أكسفورد) في حقيقة أنهم كانوا على اتصال يومي بالناس. كان هدفهم أكثر من مجرد توفير مكان للقاء للتواصل الاجتماعي والنميمة. كانت هناك مناقشة جادة ورصينة حول جميع الأمور ذات الاهتمام المشترك».

### المقاهي المبكرة في لندن
انتشرت المقاهي على طراز أكسفورد والتي كانت بمثابة مركز للتواصل الاجتماعي والشائعات والاهتمام المدرسي بسرعة إلى لندن، حيث أصبحت المقاهي الإنجليزية شائعة ومدمجة في الثقافة الشعبية والسياسية الإنجليزية. أسس باسكوا روزي، وهو مواطن من سميرنا الواقعة غربي تركيا، وهو تاجر تابع لشركة (Levant Company) يدعى دانيال إدواردز، أول مقهى في لندن في عام 1652. تم تسمية المقهى الثاني في لندن باسم (Temple Bar)، الذي أنشأه جيمس فار عام 1656.
كان هناك القليل من الأدلة التي تشير إلى أن مقاهي لندن كانت شائعة ومتكررة إلى حد كبير، ونظراً لطبيعة المنافسة غير المرغوبة التي شعرت بها المقاهي الأخرى في لندن. تحديداً عندما بدأ نادي روتا في هارينجتون بالاجتماع في مقهى آخر أُسس في لندن ويُعرف باسم رأس الترك، لمناقشة المسائل المتعلقة بالسياسة والفلسفة، بدأت شعبية المقاهي الإنجليزية في الازدياد. كان هذا النادي أيضًا "أكاديمية حرة ومفتوحة لجميع القادمين" والتي كان سبب وجودها هو فن المناظرة، والذي تم وصفه بأنه مثير للجدل ولكنه مدني، متعلم ولكنه غير تعليمي". ووفقاً لكوان فإنه على الرغم من إبعاد روتا بعد استعادة النظام الملكي، ظهر الإطار الخطابي الذي تمّ أنشأوه أثناء اجتماعهم في المقاهي حدد شكل محادثات المقاهي طوال القرن السابع عشر. وبحلول أوائل القرن الثامن عشر، كان عدد المقاهي في لندن أكثر من أي مدينة أخرى في العالم الغربي، باستثناء القسطنطينية.

## فترة الشعبية التي حظيت بها المقاهي

### الطابع الخاص

رسم كاريكاتوري من عام 1787 يصور المحامي إدوارد ثورلو في مقهى ناندوز.

كان للمقاهي الإنجليزية طابع خاص خلال ذروة شعبيتها والتي امتدت من عام 1660 بعد استعادة النظام الملكي حتى تراجعها في نهاية القرن الثامن عشر. لكن سرعان ما أصبحت المقاهي أحدث حداثة في المدينة. على الرغم من النكستين الرئيسيتين اللتين واجهتهما المقاهي خلال أوج شعبيتها، وهما انتشار الطاعون عام 1665 وحريق لندن العظيم الذي تلاه عام 1666، إلا أن شعبية المقاهي لم تتضاءل. يشرح إليس: «لا يمكن إخضاع سكان لندن تماماً ولا يزال هناك بعض الذين صعدوا السلالم الضيقة إلى مقاهيهم المفضلة على الرغم من عدم استعدادهم للتحدث بحرية مع الغرباء. قبل الدخول كانوا ينظرون حول الغرفة ولم يقتربوا حتى من أقرب معارفهم. دون الاستفسار أولاً عن صحة الأسرة في المنزل والحصول على ضمانات برفاهيتهم».
عملت المقاهي الإنجليزية كمنازل عامة حيث كان الجميع موضع ترحيب فيها، بعد أن دفعهم لثمن فلس واحد مقابل فنجان من القهوة. هذا ما يفسره إليس من حيث التركيبة السكانية الواسعة للرجال الموجودين في مقهى بأنه أمرٌ نموذجي في فترة ما بعد الترميم: "مثل سفينة نوح، كل نوع من المخلوقات في كل مناحي الحياة (يتردد على المقاهي). محامي قدير، ومتعبد مستقيم عادل، وقس غير ملتزم، وبحار فاضح. كلهم يجلسون بين إيرل مربوط وأسقف مشمّع، لا أفضلية لأحد على الآخر؛ علاوة على ذلك، كان المقهى قادراً على إشراكهما في محادثة ومعرفة أنه سيتم الرد عليه بطريقة حضارية".
كان من المفترض أن تكون المحادثات في المقاهي ذات طريقة معينة. حيث تمّ اعتبار لغة المحادثة المهذبة والمدنية ضرورية لإجراء النقاش والمحادثة في المقهى. هناك خلاف بين المؤرخين حول الدور الرئيسي الذي لعبته الكياسة في المحادثة المهذبة في محادثات المقهى والنقاش فيها. ويجادل كلاين بأهمية تصوير أقصى درجات الكياسة في محادثة المقاهي للجمهور بأن ذلك كان أمراً ضرورياً لبقاء شعبية المقاهي طوال فترة التوتر في فترة استعادة الملكية. هذا ويطبّق كوان مصطلح الكياسة على المقاهي بمعنى «العلامة التجارية الحضرية الخاصة للتفاعل الاجتماعي التي تقدّر النقاش الرصين والمنطقي حول المسائل ذات الأهمية الكبيرة، سواء كانت علمية أو جمالية أو سياسية.» هذه القواعد والإجراءات الأساسية التي مكنت المقاهي من «إبعاد الاشخاص غير المرغوب فيهم».
كما ويرى كوان أن هذه القواعد كان لها تأثير كبير على التواصل الاجتماعي في المقاهي. ويجادل ماكي بأن دوريات أديسون وستيل الشهيرة تاتلر والمتفرج، قد غرست الأدب في محادثة المقاهي الإنجليزية، حيث كان هدفها الواضح يكمن في إصلاح الأخلاق والأخلاق الإنجليزية تحديداً. كما لا يزال آخرون يعارضون الوجود الشامل للكياسة المهذبة في محادثة المقهى. هذا وتستخدم هيلين بيري كمثال إليزابيث آدكنز المعروفة باسم مول كينج، باستخدام لغة المقاهي العامية المعروفة باسم الفلاش لمواجهة بديهية الثقافة المهذبة داخل ثقافة المقاهي. وتوضح إليس أنه نظراً لتأثير التزمت على سلوكيات المقاهي الإنجليزية فقد تم حظر الكحوليات، مما سمح بإجراء محادثة رصينة محترمة. وهو يقدم مثالاً لأحد رواد المقاهي الذي طلب منه، عند البحث عن بيرة داخل أحد المقاهي المغادرة وزيارة حانة قريبة.

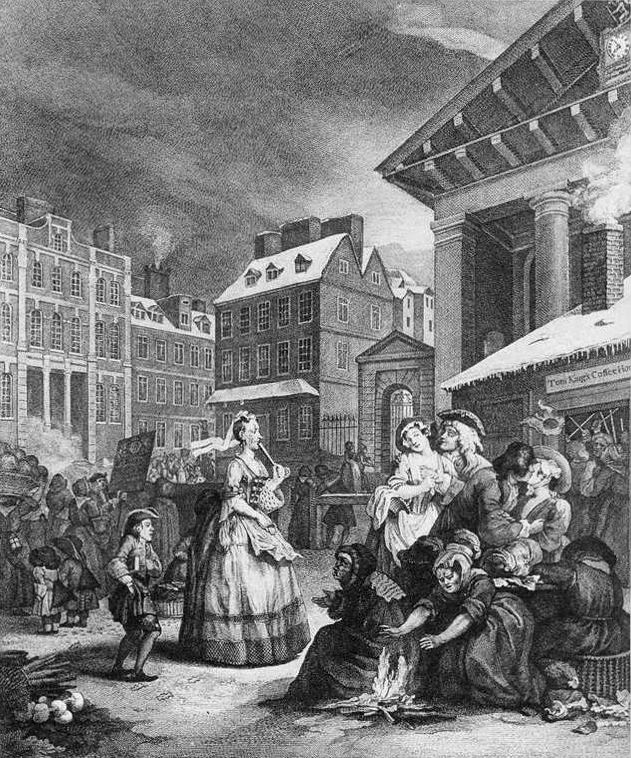
تصوير هوغارث لقتال اندلع في توم كينغ كوفي هاوس، في رسمه عام 1736، أربع مرات من اليوم.

كانت المقاهي المختلفة تلبي احتياجات مجموعات متنوعة من الأفراد الذين ركزوا على موضوعات محددة للنقاش. حيث كانت هذه المقاهي تقدّم موضوعات متنوعة وكان للمجموعات نظرة ثاقبة على الطبيعة غير المتجانسة للمجتمع الإنجليزي خلال الفترة التي وصلت فيها المقاهي إلى ذروة شعبيتها. لتتضح هذه الشخصيات المختلفة للمقهى عند تقييم مقاهي معينة بالتفصيل خلال تلك الفترة. وكانت المقاهي المعروفة باسم جامعات بيني تلبي احتياجات مجموعة من الفنون النبيلة وعملت كمركز بديل للتعليم الأكاديمي. وشملت هذه المقاهي دروساً في الفرنسية والإيطالية واللاتينية والرقص والمبارزة والشعر والرياضيات وعلم الفلك.
كما عملت المقاهي الأخرى كمركز للتجمع الاجتماعي للرجال الأقل علماً. وقد قامت هيلين بيري بتقييم أحد المقاهي، المعروف باسم مقهى (Moll King)، والذي يُصوَّر على أنه مقهى يتردد عليه الشخصيات الأقل مستوى اجتماعي وثقافي إضافة للسكارى ومزيج اجتماعي واسع غير عادي من العملاء الذكور، من رجال الحاشية إلى تجار سوق كوفنت غاردن والقوادين، وقد كان مرتبطاً أيضاً في كثير من الأحيان بالبغاء. كما اعتاد العملاء أيضاً الانخراط في نوع من المحادثات يُعرف باسم الفلاش، وهو مشتق من الكلام الإجرامي. كما تمّ استخدام مقهى (Moll King) كدراسة حالة لبيري لإثبات أن المحادثة المهذبة لم تكن تستخدم دائماً داخل المقهى. ترددت مجموعات أخرى على المقاهي الأخرى لأسباب مختلفة. فعلى سبيل المثال، كان مقهى تشايلد "بالقرب من دكتور وارويك لين وساحة كنيسة سانت بول" وكان يتردد عليه رجال الدين والأطباء". وقد بلغ عدد المقاهي في لندن ما يزيد على 2000 مقهى

### القواعد
وفقاً لأول «قواعد وأوامر المقهى» المنشورة والتي تم توضيحها وطباعتها في عام 1674، كان من المفترض أن تسود المساواة بين جميع الرجال في هذه الأماكن، وبأنه «لا يحتاج أي رجل في أي مقهى إلى أن يعطى مكانة أرقى من رجل آخر». ويؤكد المؤرخون أن مجموعة متنوعة من العملاء يترددون على المقاهي الإنجليزية، وأن المكانة الاجتماعية تم تجاهلها إلى حد ما، حيث يمكن للمرء المشاركة في المحادثة بغض النظر عن الطبقة أو الرتبة أو الميول السياسية. وإذا أقسم أحد ما فسيتعين عليه التنازل عن اثني عشر بنساً. أما إذا اندلع شجار فسيتعين على المحرض شراء فنجان قهوة أساءة. وقد تم منع الخوض في المواضيع المقدسة ضمن المقاهي، ووجدت قواعد نصت على منع الأحاديث السيئة عن الدولة وكذلك الكتب الدينية. كما حظرت القواعد ألعاب الحظ مثل الورق والنرد أيضاً. لكن في الواقع، لم تكن هناك لوائح أو قواعد تحكم المقاهي. وهذه اللوائح كانت للسخرية من فكرة تنظيم سلوكهم.

### الأسواق المالية
كان الاستهلاك المتكرر للكحول شائعاً حتى منتصف القرن السابع عشر في إنجلترا. حيث يفضل معظم الناس البيرة أو الكحول بدلاً من مياه نهر لندن. وقد أثار وصول القهوة حقبةً جديدة من الرصانة التي أرست الأسس لنمو اقتصادي مذهل في العقود التي تلت ذلك كما اعتقد الناس بوضوح لأول مرة. حيث كانت الحياة في مقاهي القرن السابع عشر - في جوناثان ولويدز وجاراواي - مما أدى إلى ظهور الائتمان والأمن والأسواق التي سهلت التوسع الهائل لشبكة التجارة العالمية البريطانية في آسيا وإفريقيا وأمريكا.
ففي مقهى لويدز (Lloyd's Coffee House) الذي يرتاده التجار والبحارة، تمّ إجراء صفقات في صناعة الشحن. ونتيجة لذلك، أصبحت شركة التأمين الرئيسية لويدز في لندن.
وفي القرن السابع عشر، كان سماسرة البورصة يتجمعون ويتداولون في المقاهي، ولا سيما مقهى جوناثان، لأنه لم يُسمح لهم بالتواجد في البورصة الملكية بسبب سلوكهم الفظ.

### ثقافة طباعة الأخبار

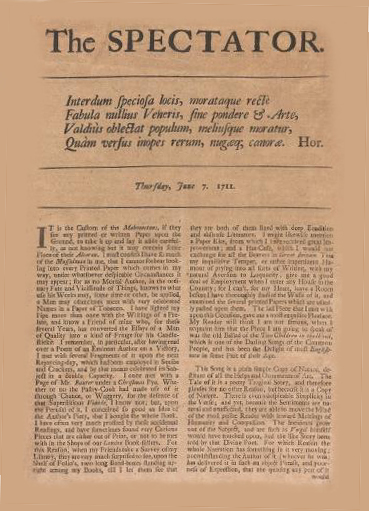
أديسون وستيل مجلة (المتفرج The Spectator).

كان المقهى الإنجليزي بمثابة مركز اتصال أساسي للأخبار. فكان المؤرخون يربطون المقاهي الإنجليزية بقوة بالمنشورات المطبوعة والكتابية، حيث كانت أماكن مهمة لقراءة وتوزيع مثل هذه المواد، فضلاً عن جمع المعلومات الإخبارية الهامة. حيث قدمت معظم المقاهي الكتيبات والصحف، وكان سعر قادراً على تغطية تكاليف الدخول. فكان رواد المقاهي يطلعون على مواد القراءة في أوقات فراغهم. وأصبحت المقاهي مرتبطة بشكل متزايد بثقافة الأخبار، حيث أصبحت الأخبار متاحة في أشكال متنوعة في جميع أنحاء المقاهي. وتشمل هذه النماذج: «المطبوعات المرخصة وغير المرخصة؛ المخطوطات؛ الشائعات، والكلام الشفهي.» وكان تداول النشرات التي تعلن عن المبيعات والإبحار والمزادات شائعاً أيضاً في المقاهي الإنجليزية.
وتعتبر المنشورات الإخبارية لريتشارد ستيل وجوزيف أديسون، (تاتلر Tatler) و(المتفرج The Spectator)، المكان الأكثر تأثيراً للأخبار المطبوعة التي يتم تداولها في المقاهي الإنجليزية. وكانت هذه المجلات على الأرجح المصادر الأكثر انتشاراً للأخبار والشائعات داخل المقاهي طوال النصف الأول من القرن الثامن عشر. فقد عمل أديسون وستيل بشكل صريح على إصلاح آداب وأخلاق المجتمع الإنجليزي، الذي تم تحقيقه من خلال نقد روائي محجوب للمجتمع الإنجليزي. نظراً لأن هذه القصص تحمل انتقادات اجتماعية أساسية وليست صريحة، «تمّ إقناع القراء، وليس إكراههم، على أن ينتخبوا معايير الذوق والسلوك هذه بحرية على أنها معاييرهم الخاصة». والقيل والقال وكذلك زبائنهم، ثم نشروا ثقافتهم الإخبارية مرة أخرى في المقاهي حيث اعتمدوا على المقاهي لتوزيعها. وفقاً لبراما، فإن للصحافة مكانة جيدة خلال الأيام التي وزعّ فيها أديسون وستيل مجلتي (تاتلر Tatler) و(المتفرج The Spectator) في المقاهي الإنجليزية ويمكن أن يُعزى ذلك مباشرة إلى شعبية المقاهي.

### التنوير
هناك خلاف بين المؤرخين حول مدى مساهمة المقاهي الإنجليزية في المجال العام لعصر التنوير. كما لا توجد طريقة بسيطة وموحدة لوصف عصر التنوير. ومع ذلك، يتفق المؤرخون عموماً على أنه خلال هذه الفترة، أصبح العقل بديلاً لأشكال أخرى من السلطة التي كانت تحكم سابقاً الفعل البشري، مثل الدين أو الخرافات أو عادات السلطة التعسفية. في تحليله لعصر التنوير، ويجادل يورغن هابرماس بأن عصر التنوير قد شهد إنشاء مجال عام برجوازي لمناقشة وتحولات الآراء. ووفقاً لهابرماس، فإن هذا المجال العام هو مساحة يمكن للرجال فيها الهروب من أدوارهم كذوات، واكتساب الاستقلالية في ممارسة وتبادل آرائهم وأفكارهم. المجال العام الموحد، حيث يمكن أن يشمل مجالات مختلفة مثل الفكر المتعلق بالمجال العام السياسي لعصر التنوير.
هناك خلاف بين المؤرخين حول مدى اعتبار المقاهي ضمن المجال العام لعصر التنوير. تضع دوريندا أوترام المقاهي الإنجليزية في مجال عام فكري مع التركيز على نقل الأفكار المستنيرة. وقد بررت وضعها لمقاهي اللغة الإنجليزية في المجال العام الفكري بتسميتها مشاريع تجارية مفتوحة لكل من يستطيع الدفع، وبالتالي قدمت طرقاً يمكن من خلالها عرض العديد من الطبقات الاجتماعية المختلفة لنفس الأفكار. وقد جادلت أيضاً بأن الأفكار المستنيرة قد تم نقلها من خلال ثقافة الطباعة، وهي ثقافة أصبحت مفتوحة لعدد أكبر من الأفراد بعد ثورة القراءة في نهاية القرن الثامن عشر. ووفقاً لأوترام نظراً لأن المقاهي الإنجليزية تقدم أشكالاً مختلفة من المواد المطبوعة، مثل الصحف والمجلات وبعض أحدث الكتب، فيجب اعتبارها ضمن المجال العام لعصر التنوير.
يقدم المؤرخ جيمس فان هورن ميلتون وجهة نظر أخرى ويضع المقاهي الإنجليزية في نطاق عام سياسي أكثر من عصر التنوير. وفقاً لميلتون فإن المقاهي الإنجليزية ولدت في عصر الثورة، والإصلاح، والمنافسات الحزبية المريرة. وقد وفرت مساحة عامة في وقت بدأ فيه العمل والنقاش السياسيان لتتجاوز وتتخطى المؤسسات التي احتوتها تقليدياً. وقد استخدم حقيقة أن نادي روتا الجمهوري الرئيسي في هارينغتون اجتمع داخل مقهى في لندن مبكراً لمناقشة القضايا السياسية كدليل على تصوير المقاهي الإنجليزية على أنها مراكز للمعارضة الدينية والسياسية. كما يقدم دليلاً على أن الجماعات السياسية المختلفة استخدمت شعبية المقاهي لأغراض سياسية خاصة بها: حيث شجع المتشددون المقاهي على شعبية المقاهي لأن المالكين منعوا استهلاك الكحول داخل مؤسساتهم، في حين ربط النقاد الملكيون المقاهي بالحديث السياسي المستمر وغير المبرر من قبل الموضوعات المشتركة.

### دور المرأة في بيوت القهوة الإنجليزية

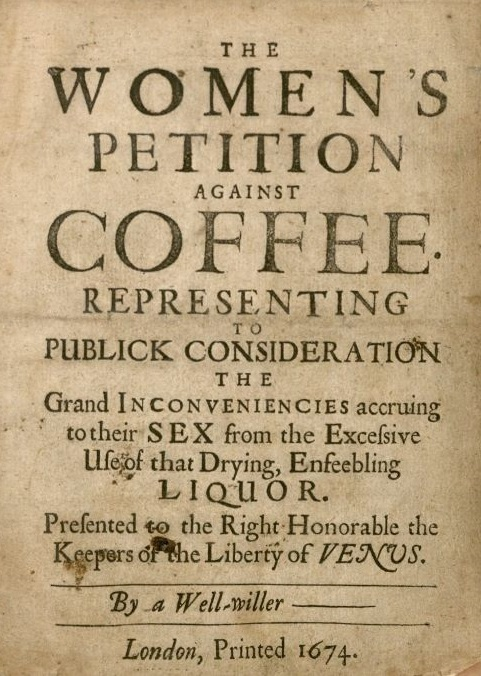
"عريضة المرأة ضد القهوة"، 1674.

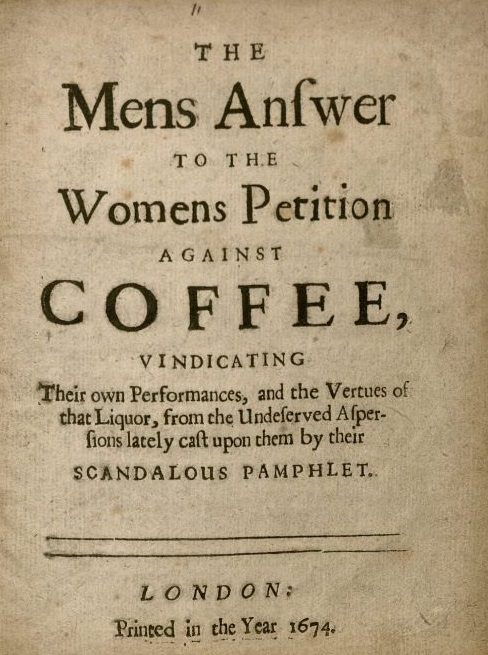
"رد الرجال على التماس المرأة ضد القهوة"، 1674

يختلف المؤرخون حول دور ومشاركة المرأة داخل المقهى الإنجليزي. يذكر براما أنه تم منع النساء من المشاركة في نشاط المقاهي كعملاء. من ناحية أخرى، يوضح كوان أنه في حين أن المقاهي كانت مجانية ومفتوحة لجميع المواد على الرغم من الطبقة أو الجنس أو الجدارة، فإن المحادثة تدور حول القضايا التي تركز على الذكور مثل السياسة والأعمال التجارية والنقد الثقافي، والتي لم يكن من المفترض أن تهم النساء ووهكذا كانت مشاركتهم داخل المقاهي غير مرحب بها. يصور المؤرخون المقاهي على أنها مجال نبيل حيث يمكن للرجال المشاركة في محادثة دون الارتباط بالنساء؛ وبالتالي لم يتم اعتبار المقاهي مكاناً للسيدة التي ترغب في الحفاظ على احترامها. على هذا النحو، كانت الشكاوى ضد المقهى عادة ما يتم نطقها من قبل النساء. استخدمت النساء حججاً خفية ضد تكرار المقاهي، وكذلك استهلاك القهوة، كما هو موضح في "عريضة النساء ضد القهوة." وأن المقاهي ساهمت في تراجع معدل المواليد. ووفقاً لذلك فإن القهوة جعلت الرجال "غير مثمرين مثل الصحاري الرملية، حيث يُقال إنه يتم إحضار هذا التوت التعيس" بحسب الوصف. وكان ينبغي على الزوج أن يحضر واجباته في المنزل".
يستشهد كوان بحفنة من الحالات التي سُمح فيها للنساء بالذهاب إلى المقاهي الإنجليزية بشكل متكرر: عند المشاركة في المشاريع التجارية، في باث كان التواصل الاجتماعي للإناث مقبولاً بشكل أكبر، في المقامر والمقاهي وأثناء إجراء المزادات داخل المقاهي، حيث كانت المرأة تعمل في خدمة أهلها. وبحسب المؤرخون فإن مشاركة الإناث في المجال العام للذكور في المقهى من خلال تقييم البائعات الإخبارية اللواتي يدخلن مؤقتاً داخل مقهى يهيمن عليه الذكور. جادلت باولا ماكدويل بأن هؤلاء النساء «لم يكنّ سوى الموزعات السلبيات للأفكار السياسية للآخرين.» وبأن رغبات زبائنهم في الحصول على الأخبار والطباعة. وإن وجود النساء داخل المقاهي بشكل عام لا يعني مشاركتهن على قدم المساواة مع الرجال في أي مجال عام للمقاهي. ويشير كوان إلى النساء اللائي يملكن المقاهي، والمعروفين باسم «نساء القهوة»، كمثال وثيق الصلة لوجود النساء في المجال العام للمقاهي، في حين أنه ليس بالضرورة مشاركتهن فيه. فقد عملوا كمالكين للمقهى بالإضافة إلى خادمات القهوة، بينما لم يشاركوا بالضرورة في محادثة المقهى. صاحبات المقاهي المشهورات هن روشفورد ومول كينج اللتان أصبحا فيما بعد من الشخصيات الساخرة علناً.

## مرحلة انحدار وتراجع بيوت القهوة
مع اقتراب نهاية القرن الثامن عشر، اختفت المقاهي بالكامل تقريباً من المشهد الاجتماعي الشعبي في إنجلترا. حيث قدّم المؤرخون مجموعة واسعة من الأسباب لتراجع المقاهي الإنجليزية. حيث ذكر إليس بأن حماقة رعاة المقاهي من خلال المساعي التجارية وتطور السياسة الاستعمارية للحكومة كانت بمثابة المساهمين الرئيسيين في تدهور المقهى الإنجليزي. حيث عمل مالكو المقاهي على احتكار ثقافة الأخبار وتأسيس جرائد المقاهي باعتبارها الشكل الوحيد للأخبار المطبوعة المتاحة. قوبل هذا الاقتراح بسخرية وانتقاد متواصلين، مما أدى إلى تشويه سمعة رجال القهوة الاجتماعية. شرح إليس: «السخرية والاستهزاء قتلا اقتراح رجال القهوة، لكن الفكرة الأهم هي أنه منذ ذلك التاريخ بدأ تأثيرهم ومكانتهم وسلطتهم في التضاؤل. باختصار، ارتكب رجال القهوة خطأ تكتيكياً من خلال تجاوزهم لحدودهم.» كما ساهم ظهور النوادي الخاصة في تراجع شعبية المقاهي الإنجليزية. يشرح براما كيف أصبحت قواعد المقاهي التي جعلت المقاهي أماكن اجتماعات يمكن الوصول إليها من قبل لجميع فئات المجتمع غير صالحة للاستخدام. «ألقى سنوبري رأسه، خاصة بين المثقفين الذين شعروا أن عبقريتهم الخاصة تمنحهم الحماية من القطيع المشترك. لم يعد الغرباء موضع ترحيب.» لتكون الخدمة محصورة بعملاء متكررين ذوي المكانة الأعلى. ارتفعت شعبية النوادي الأدبية والسياسية، حيث «ضاعت حماقات شرب القهوة في نقاش أكثر جدية.»
في القرن الثامن عشر كانت شركة الهند الشرقية البريطانية مهتمة بتجارة الشاي أكثر من تجارة البن، حيث تصاعدت المنافسة على القهوة دولياً مع توسع المقاهي في جميع أنحاء أوروبا. عززت سياسة الحكومة التجارة مع الهند والصين، ووفقاً لإيليس، قدمت الحكومة التشجيع لأي شيء من شأنه أن يحفز الطلب على الشاي. حيث أصبح الشاي من الأمور المألوفة في المحاكم، وبدأت المقاهي التي أصبحت تجتذب زبائنها من كلا الجنسين في الازدياد. وهذا ما فسرّ الشعبية المتزايدة للشاي لسهولة تحضيره. «لتخمير الشاي، كل ما هو مطلوب هو إضافة الماء المغلي؛ وعلى النقيض من ذلك، تتطلب القهوة التحميص والطحن والتخمير.» سنوياً في عام 1710 يتم استهلاك ما يقرب من 100,000,000 رطل (45,000,000 كجم) سنوياً في عام 1721. فيما يتعلق بتراجع ثقافة القهوة، خَلُصَ إليس إلى أنه: «لقد خدموا هدفهم ولم يعد هناك حاجة إلى أماكن اجتماع النقد والنقاش السياسي أو الأدبي. لقد رأوا الأمة تمر بأحد أعظم فترات تجربتها ومحنتها؛ لقد حاربوا وفازوا في عصر معركة الإسراف؛ وأعطونا معياراً لكتابة النثر والنقد الأدبي لا مثيل له من قبل أو منذ ذلك الحين.»